# Amitostigma dolichocentrum
Amitostigma dolichocentrum là một loài thực vật có hoa trong họ Lan. Loài này được Tang, F.T.Wang & K.Y.Lang mô tả khoa học đầu tiên năm 1982.